# Nationalstraße 10 (Ruanda)

Verkehrsschild

Die Nationalstraße 10 (englisch National Road 10, französisch Route nationale 10) ist eine vollständig asphaltierte Nationalstraße in Ruanda. Sie hat eine Gesamtlänge von 115,3 km Kilometern und beginnt nördlich von Butare in Karubanda. Dort führt sie von der Nationalstraße 1 abgehend Richtung Westen, an der Stadt Nyamagabe und dem Flüchtlingslager Kigeme vorbei sowie durch den Nyungwe-Nationalpark. Sie endet in Buhinga im Distrikt Nyamasheke an der in Nordost-Südwestrichtung verlaufenden Nationalstraße 11.

## Verlauf
Die Nationalstraße gliedert sich in vier Abschnitte:
1. Karubanda – Nyamagabe (26,5 km)
2. Nyamagabe – Kitabi (26,2 km)
3. Kitabi  – Pindura (33,3 km)
4. Pindura – Buhinga (39,3 km)